# 切狂言 (クニ河内とかれのともだちのアルバム)
『切狂言』（きりきょうげん）は、クニ河内とかれのともだち（クニ河内、ジョー山中、石間秀樹）名義のアルバム。1970年12月1日にキングレコードから発売された。

## 解説
ハプニングス・フォーのクニ河内（ピアノ）、フラワー・トラベリン・バンドのジョー山中（ボーカル）、石間秀樹（ギター）の3人によるセッション・アルバム。
本作は内田裕也がプロデューサーであるとする説が出回っているが、2004年にリリースされた田口史人監修による再発CD（品番：FJ-0003）のブックレット内にはプロデューサーに関する記述は一切ない（茂木勇介によるライナーノーツには「クニ河内が指揮をとり」と書かれてはいる）。

## クレジット
- Drums - チト河内
- Guitar - 石間秀樹
- Piano - クニ河内
- Vocals - ジョー山中

## 収録曲
- 全作詞・作曲・編曲：クニ河内
- A-2「人間主体の経営と工事」は、フラワー・トラベリン・バンドが「MAP」というタイトルでカバーしている[1]。

Side:A
1. 切狂言 (芝居小屋の名役者) 5:05
2. 人間主体の経営と工事 5:43
3. タイム・マシーン 7:45

Side:B
1. おまえの世界へ 6:30
2. 恋愛墓地 4:10
3. 女の教室 3:23
4. 男から女を見た科学的調査 3:54

### 英語版表記
Side:A
1. Kirikyogen 5:05
2. Works Composed Mainly By Humans 5:43
3. Time Machine 7:45

Side:B
1. To Your World 6:30
2. Graveyard Of Love 4:10
3. Classroom For Women 3:23
4. Scientific Investigation 3:54

## 発売履歴
| 発売日         | レーベル           | 規格           | 規格品番    | タイトル            | 備考                                                   |
| -------------- | ------------------ | -------------- | ----------- | ------------------- | ------------------------------------------------------ |
| 1970年12月     | ロンドンレコード   | LP             | SKK(L)-3003 | 切狂言              |                                                        |
|                | キングレコード     | LP             | SKS(L) 1016 | 切狂言              |                                                        |
| 1985年         | キングレコード     | LP             | K20A-635    | 切狂言              |                                                        |
| 1994年12月2日  | キングレコード     | CD             | KICS-8070   | 切狂言              |                                                        |
| 2004年         | Black Rose Records | CD             | BR 172      | Kirikyogen [切狂言] | KUNI KAWAUCHI & FLOWER TRAVELLING BAND名義となっている |
| 2004年11月27日 | ディスクユニオン   | CD             | FJ-0003     | 切狂言              |                                                        |
| 2008年12月19日 | キングレコード     | CD（紙ジャケ） | FJSP55      | 切狂言              | 2008年デジタルリマスター盤                             |